# Fuente Encalada
Fuente Encalada – gmina w Hiszpanii, w prowincji Zamora, w Kastylii i León, o powierzchni 21 km². W 2011 roku gmina liczyła 115 mieszkańców.